# Phyllanthus cristalensis
Phyllanthus cristalensis är en emblikaväxtart som beskrevs av Ignatz Urban. Phyllanthus cristalensis ingår i släktet Phyllanthus och familjen emblikaväxter. Inga underarter finns listade i Catalogue of Life.